# Basílica de Son Peretó
La basílica de Son Peretó fue un edificio destinado al culto paleocristiano situado en el yacimiento arqueológico de Son Peretó, entre los municipios españoles de Manacor y San Lorenzo del Cardezar, Islas Baleares. 

## La basílica
La estructura arquitectónica de la Basílica tiene ciertas influencias de los estilos sirio-palestinos y norteafricanos de la segunda mitad del siglo V. Tiene unas dimensiones de 21 x 14 m y una orientación este-oeste. Constaba de tres naves, separada la central de las laterales por dos filas de columnas, un baptisterio y una zona de carácter funerario. Al este de la nave mayor había un sanctuarium, donde se encontraba el altar.
El pavimento del templo estaba recubierto de mosaicos con representaciones de aves y motivos geométricos. La nave central estaba decorada con un mosaico de escena paradisíaca, de la que solo se conservan unas palmeras. También existían varias lápidas, entre la que cabe destacar la de Baleria, una lauda decorada con un mosaico en el que se puede leer su inscripción mortuoria. Los mosaicos se incorporaron con posterioridad, alrededor del siglo VI.

## Excavaciones

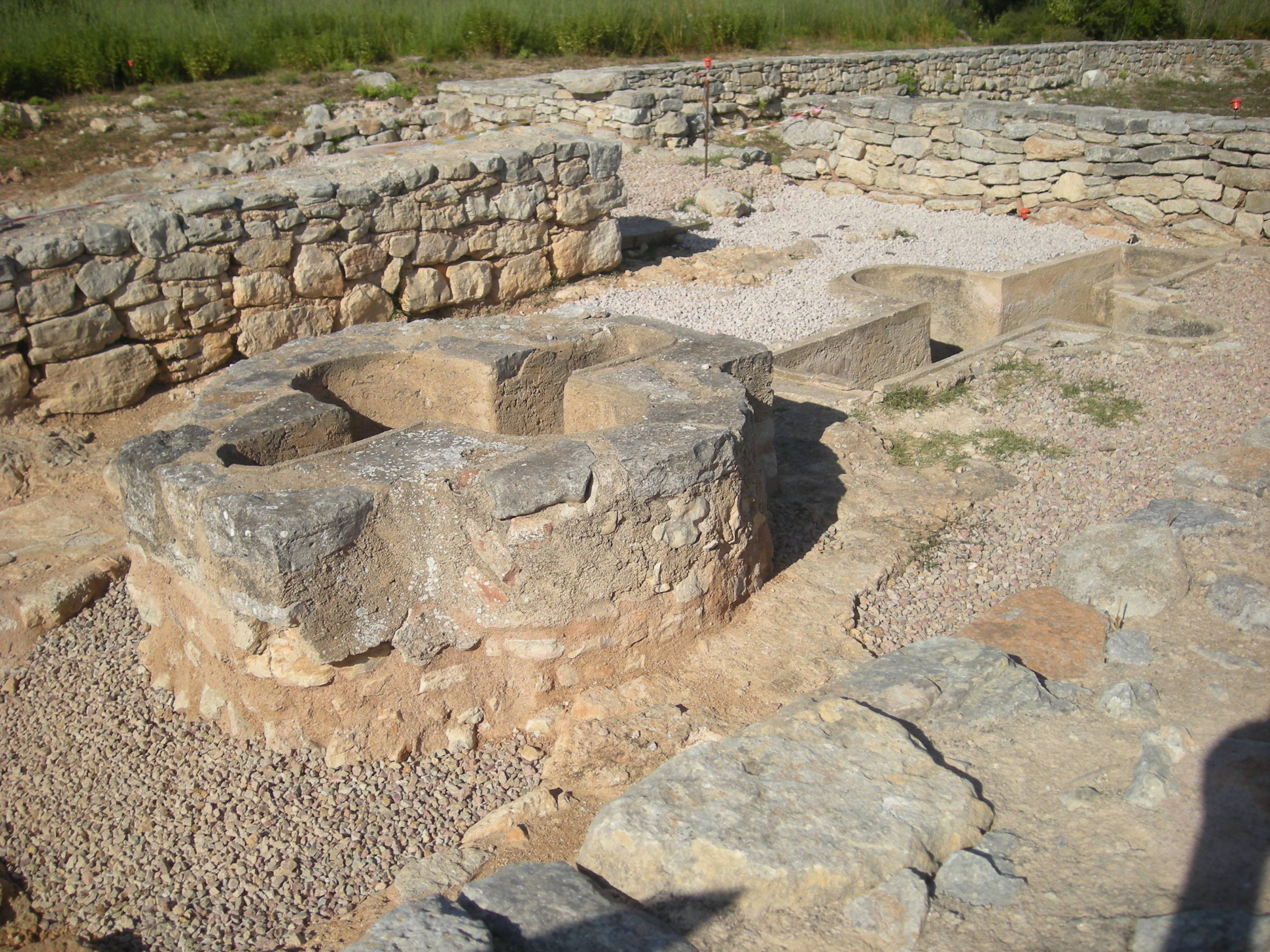
Pilas bautismales de la Basílica

Los restos de la basílica fueron hallados por el clérigo Joan Aguiló Pinya, quien adquirió los terrenos en los que se encuentran el yacimiento y realizó excavaciones en 1912. En 1920 Josep Puig i Cadafalch dio a conocer los hallazgos de Aguiló en el Anuario del Instituto de Estudios Catalanes.
En el año 1982 la sobrina de Aguiló donó los terrenos al Ayuntamiento de Manacor y posteriormente se realizaron excavaciones en la década de los 80 por parte de la Universidad de las Islas Baleares, la Universidad de Barcelona y el Museo de Mallorca.
Los objetos y mosaicos descubiertos durante las excavaciones se encuentran expuestos en el Museo de Historia de Manacor.